# Campoy
Campoy es una localidad del distrito de San Juan de Lurigancho, en la ciudad de Lima, capital del Perú. Limita al este, con la Quebrada Huaycoloro y Santa María de Huachipa. Limita al oeste, con las localidades de Zárate y Mangomarca. En su territorio recorren la Autopista Ramiro Prialé, las avenidas Próceres de la Independencia, Malecón Checa, Francisco Bolognesi, entre otros.

## Turismo
- Huaca Fortaleza de Campoy es un sitio arqueológico.[9][10][11]

### Centros de esparcimiento
- Tottus Campoy[12]

## Salud
- Centro de salud Campoy
- Puesto de salud Campoy

## Educación

#### Instituciones educativas
- IE 0088 "Nuestra Señora Del Carmen"[13][14]
- Inicial 0086 Campoy
- IE 0115 08 William Dyer Ampudia
- IE 0160 Solidaridad I
- Inicial Nuestro Señor de la Ascension
- IE La Sorbona de Lima
- IE English School
- Inicial Carmelitas School
- IE 0089 Manuel González Prada
- Inicial Angelitos de Jesus
- Inicial Padre Carlos
- IE Angelo Patri

#### Institutos Superiores
- Instituto Superior Pedagógico Solidaridad[15]